# المحاميد (إسوان)
قرية المحاميد هي إحدى القرى التابعة لمركز إدفو في محافظة أسوان في جمهورية مصر العربية.